# Rheinhausen (Breisgau)
Rheinhausen (Breisgau) este o localitate în districtul Emmendingen, landul Baden-Württemberg, Germania.